# 島坂町
島坂町（しまさかちょう）は、愛知県岡崎市の町名。20の小字が設置されている。

## 地理
岡崎市西端に位置し、東は上佐々木町、西は安城市安城町、安城市上条町、南は安城市河野町、北は昭和町に接する。

### 河川
- 鹿乗川

### 小字
- 大辻（おおつじ）
- 鎌田（かまた）
- 上屋敷（かみやしき）
- 川田（かわだ）
- 川ノ前（かわのまえ）
- 河原（かわら）
- 岸波（きしなみ）
- 木ノ元（きのもと）
- 郷西（ごうにし）
- 郷東（ごうひがし）
- 郷前（ごうまえ）
- 酒人（さかど）
- 三本木（さんぼんぎ）
- 神明（しんめい）
- 鶴子（つるこ）
- 鳥山（とりやま）
- 西三本木（にしさんぼんぎ）
- 水尻（みずじり）
- 水塚（みずづか）
- 茂中（もちゅう）

## 世帯数と人口
2021年（令和3年）11月1日現在の世帯数と人口は以下の通りである。
| 町丁   | 世帯数  | 人口  |
| ------ | ------- | ----- |
| 島坂町 | 283世帯 | 733人 |

## 学区
市立小・中学校に通う場合、学区は以下の通りとなる。また、公立高等学校に通う場合の学区は以下の通りとなる。
| 番・番地等 | 小学校               | 中学校             | 高等学校普通科 |
| ---------- | -------------------- | ------------------ | -------------- |
| 全域       | 岡崎市立矢作南小学校 | 岡崎市立矢作中学校 | 三河学区       |

## 歴史
碧海郡坂戸村および島村を前身とする。

### 町名の由来
大字島と坂戸町の「坂」を合成したものである。

### 沿革

#### 坂戸町
- 1889年（明治22年）10月1日 - 町村制施行・合併に伴い、碧海郡中郷村大字坂戸となる[8]。
- 1906年（明治39年）5月1日 - 合併に伴い、矢作町大字坂戸となる[1]。
- 1955年（昭和30年）4月1日 - 岡崎市へ編入し、同市坂戸町となる[1]。

#### 大字島
- 1889年（明治22年）10月1日 - 町村制施行・合併に伴い、碧海郡中郷村大字島となる[8]。
- 1906年（明治39年）5月1日 - 合併に伴い、矢作町大字島となる[1]。
- 1955年（昭和30年）4月1日 - 岡崎市へ編入し、同市大字島となる[1]。
  - 市内には既に島町が存在していたため、「町」を付けず大字のままで編入された。

#### 島坂町
- 1966年（昭和41年）11月1日 - 坂戸町・大字島が合併し、島坂町が成立[1]。

## 施設

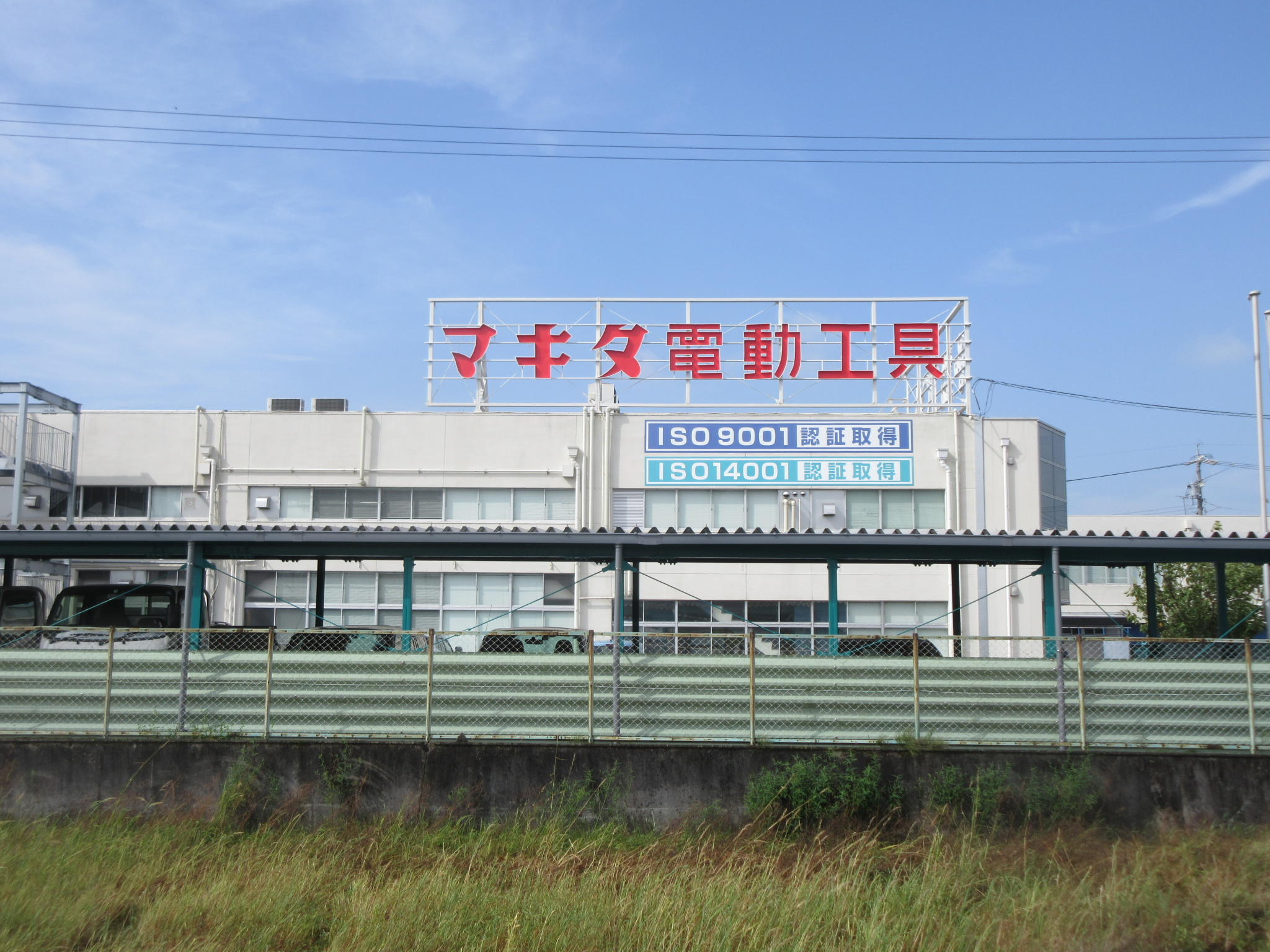
トーア本社

- トーア本社
- 岡崎市立島坂保育園
- 島坂町公民館
- 酒人神社

## 交通
- 愛知県道44号岡崎西尾線
- 愛知県道78号安城幸田線

## その他

### 日本郵便
- 郵便番号 : 444-0937[3]（集配局：岡崎郵便局[9]）。